# 142 Pułk Piechoty (II RP)
142 Pułk Piechoty (142 pp) – oddział piechoty Wojska Polskiego II RP.
12 stycznia 1918 w obozie wojskowym (fr. Camp du Ruchard), położonym we Francji, na terenie dwóch gmin: Villaines-les-Rochers i Avon-les-Roches, sformowana została kompania manewrowa Szkoły Podchorążych. 12 lipca 1918, po przeniesieniu do Quintin, w Bretanii, kompania przekształcona została w szkolną grupę manewrową. Dowódcą grupy mianowany został pułkownik francuski Lauhle, a zastępcą pułkownik Henryk Budkowski. W marcu 1919 grupa wcielona została do 5 Pułku Instrukcyjnego. Po przetransportowaniu Armii Polskiej we Francji do Polski, grupa stacjonowała w twierdzy modlińskiej. W czerwcu 1919 grupa dyslokowana została do Rembertowa i tam przemianowana na „Grupę Manewrową Szkół Piechoty”, a później na „Batalion Manewrowy IV/42 pułku piechoty”. W czerwcu 1920 pododdział przemianowany został na „Batalion Manewrowy I/142 pułku piechoty” i przeformowany na polski etat. Dowództwo batalionu sprawował major armii francuskiej Gondard, a następnie porucznik Władysław Rusin. 5 sierpnia 1920 batalion obsadził odcinek Okuniew. Z chwilą obsadzenia odcinka przez oddziały 1 Armii batalion został podzielony.
Gross batalionu (dwie kompanie z plutonem karabinów maszynowych) stanowił odwód dowódcy 15 Dywizji Piechoty w rejonie Miłosny. 17 sierpnia wziął udział w wypadzie na Mińsk Mazowiecki. Następnie w pościgu za bolszewikami dotarł do Broku. 27 sierpnia przetransportowany został do Krasnegostawu i wcielony do 2 Dywizji Piechoty Legionów. Wyróżnił się w walkach z 1 Armią Konną pod Miączynem i 2 września pod Gliniskami. 22 września batalion połączył się z kompanią karabinów maszynowych i skierowany został na front północny, gdzie wziął udział w bitwie nad Niemnem. Szlak bojowy zakończył w Mołodecznie.
Trzecia kompania z plutonem karabinów maszynowych i miotaczami min pod dowództwem por. Stefana Fabiszewskiego pozostała na odcinku Okuniew. Odcinek obsadzony był przez 21 pułk piechoty „Dzieci Warszawy” majora Zdzisława Przyjałkowskiego. Trzecia kompania weszła w skład tego pułku jako drugi batalion, w miejsce II/21 pp, który w lipcu na południe od Białegostoku osłaniając odwrót 8 Dywizji Piechoty został wzięty do niewoli. W dniach 12–18 sierpnia kompania walczyła w Bitwie Warszawskiej, a następnie uczestniczyła w pościgu za bolszewikami. 8 września razem z 21 pp przetransportowana została do Małopolski Wschodniej. W nocy z 13 na 14 września sforsowała Dniestr pod Haliczem. Szlak bojowy zakończyła w Zasławiu.
Kompania karabinów maszynowych (bez dwóch plutonów) wcielona została do 60 pułku piechoty wielkopolskiej dowodzonego przez podpułkownika Maksymiliana Hoborskiego. Walczyła w bitwie warszawskiej, a wyróżniła się 23 sierpnia w walkach o Kolno. 22 września 1920 dołączyła do macierzystego batalionu.
W czasie wojny z bolszewikami poległo 125 żołnierzy batalionu, w tym czterech oficerów. Jednostka wzięła 1.420 jeńców oraz zdobyła 15 karabinów maszynowych i 24 działa. Czterech żołnierzy batalionu odznaczonych zostało Krzyżami Srebrnymi Orderu Virtuti Militari, a kolejnych trzydziestu dwóch Krzyżami Walecznych.
W 1924 sformowany został 3 Batalion Strzelców, który przejął tradycje bojowe I/142 s. 24 maja 1937 w Rembertowie Prezydent RP Ignacy Mościcki wręczył dowódcy 3 Batalionu Strzelców sztandar ufundowany przez społeczeństwo powiatów: warszawskiego, mińsko-mazowieckiego i radzymińskiego oraz gminy wawerskiej. Na lewej stronie płata umieszczone zostały nazwy bitew stoczonych przez I/142 pp: „Ossów 14 VIII 1920”, „Kolno” 23 VIII 1920”, „Halicz” 14 IX 1920” i „Gliniska 2 IX 1920”.